# St. Anna (Lenzfried)

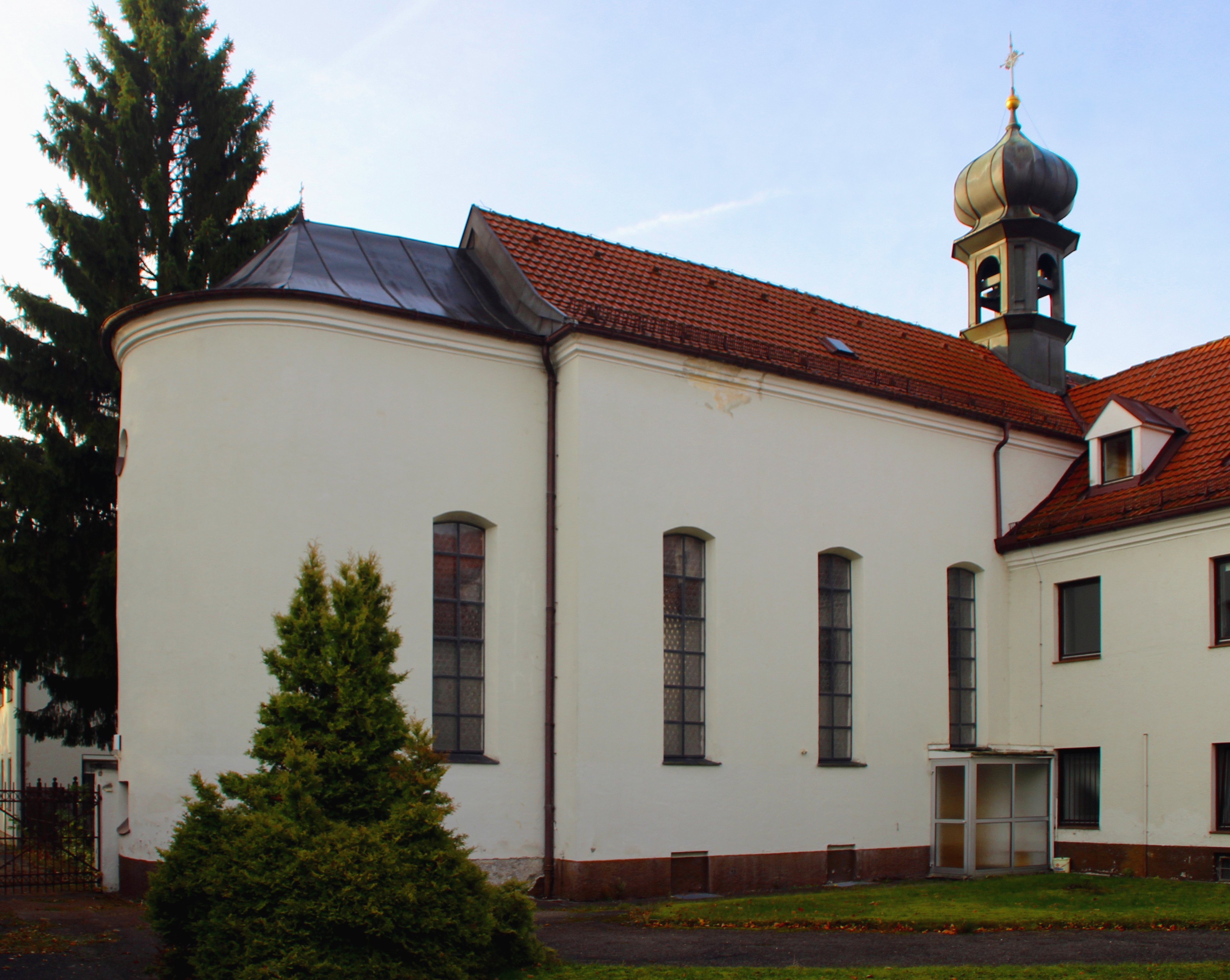
Die ehemalige Klosterkapelle St. Anna in Lenzfried

Die denkmalgeschützte Kapelle St. Anna in Lenzfried, einem Pfarrdorf Kemptens, ist eine ehemalige Klosterkapelle des aufgehobenen Franziskanerinnenklosters St. Anna. Die ursprünglich 1648 geweihte Kapelle wurde 1733 erneuert. Restaurierungen der Kapelle fanden in den Jahren 1887 und 1928 statt. Gelegentlich wird die Kapelle für Hochzeiten geöffnet.

## Geschichte
Der erste Kapellenbau aus dem Jahre 1648, in der 1690 eine Gruft unter dem Chor eingerichtet worden war, wurde 1733 zur heutigen barocken Form umgebaut. Nach der Auflösung des Klosters im Jahr 1805 wurde die leere Kapelle als Scheune verwendet. 1857 wurde die Kapelle mit dem Einzug der Armen Schulschwestern wieder ihrer ursprünglichen Bestimmung übergeben.
1894 wurde der Dachreiter erneuert und 1927/28 die vollständige Kapelle saniert. Dabei wurden die Deckenbilder im klassizistischen Stil erneuert, drei neue wurden entworfen.

## Beschreibung
Die Kapelle hat einen eingezogenen, halbrund geschlossenen Chor zu einer Fensterachse. Das Langhaus hat drei Fensterachsen. Die Wände sind durch marmorierte Pilaster gegliedert, über deren Kämpfergesims sich eine gedrückte Stichkappentonne und der runde Chorbogen ansetzt. Tageslicht strömt durch Stichbogenfenster, östlich durch ein Kreisfenster ein. Die Empore im Westen ist zweistöckig. Die Kapelle ist mit einem Satteldach gedeckt, auf dem sich ein Dachreiter mit Geläut befindet.

## Ausstattung
Die von außen schlichte Kapelle ist innen recht üppig ausgestattet.

### Stuck
Der Stuck der Kapelle stammt aus dem Jahr 1733 und damit aus der gleichen Zeit, wie der aus den Prunkräumen der Fürstäbtlichen Residenz. Im Tonnenansatz sind Rauputzfelder mit Lambrequin zu sehen. In den Stichkappen befinden sich Laub- und Bandelwerk mit Blütengehänge. Mit dem gleichen Stuck sind die 1927/28 erneuerten Fresken und Fensterbögen umrahmt.
Am Chorbogen ist eine von zwei Putten gehaltene Kartusche mit der Bezeichnung 1733 angebracht.

### Altäre
Die Altäre stammen aus der Erbauungszeit. Der stark erneuerte und 1888 neu geweihte, viersäulige Hochaltar enthält ein Altarblatt mit der heiligen Mutter Anna mit dem betenden Kind Maria und dem heiligen Joachim. Im Auszug ist ein Wolkenkranz mit Putten und der Heilig-Geist-Taube. Die schmalen, diagonal aufgestellten Seitenaltäre haben Altarblätter, die mit Volutenbändern flankiert sind. Im nördlichen Altar ist die heilige Elisabeth, im südlichen der heilige Joseph abgebildet. Die Altarauszüge sind mit Vasen gekrönt.